# Burkhard Dallwitz
Burkhard von Dallwitz, dit Burkhard Dallwitz, est un compositeur allemand, né le 28 janvier 1959 à Bad Homburg vor der Höhe.
Auteur de musiques originales pour le cinéma et la télévision, il est surtout connu pour avoir composé la musique du film The Truman Show de Peter Weir en 1998.

## Filmographie

### Cinéma

#### Longs métrages
- 1987 : Bachelor Girl de Rivka Hartman
- 1996 : Zone 39 de John Tatoulis
- 1998 : The Truman Show de Peter Weir
- 1999 : Paperback Hero de Antony J. Bowman
- 2000 : Supernova de Walter Hill (composition rejetée et remplacée par une musique composée par David C. Williams)
- 2006 : The Caterpillar Wish (en) de Sandra Sciberras
- 2009 : Nightfall : Agent double (False Witness) de Peter Andrikidis
- 2010 : Les Chemins de la liberté (The Way Back) de Peter Weir
- 2011 : Manipulation de Pascal Verdosci
- 2019 : Zui chang yi qiang de Xu Shunli
- 2019 : Locusts de Heath Davis
- 2023 : Splice Here: A Projected Odyssey (documentaire) de Rob Murphy
- 2023 : Wechselspiel de Georg Isenmann et Arne Kohlweyer

#### Courts métrages
- 1993 : The Web: Shark de Lucinda Clutterbuck
- 1993 : The Web: Rattlesnake de Lucinda Clutterbuck
- 1993 : The Web: Frogs de Lucinda Clutterbuck
- 1993 : The Web: Falcon de Lucinda Clutterbuck
- 2011 : Blitzeis de Georg Isenmann
- 2012 : One Day I Woke Up and I Was Angry de Lucinda Clutterbuck
- 2018 : Sohrab and Rustum de Lee Whitmore

### Télévision

#### Séries télévisées
- 2000 : The Dream with Roy & H.G.
- 2002 : The Ice Dream
- 2003 : CrashBurn (en) (13 épisodes)
- 2008-2013 : Underbelly (68 épisodes)
- 2011 : Underbelly: Land of the Long Green Cloud (6 épisodes)
- 2014 : Fat Tony & Co
- 2015 : The Secret River (mini-série en 2 épisodes)
- 2016 : Wolf Creek (6 épisodes)
- 2017 : Sunshine (6 épisodes)
- 2018 : Underbelly Files: Chopper (mini-série en 2 épisodes)
- 2018 : Pine Gap (6 épisodes)
- 2018 : My Life Is Murder (10 épisodes)
- 2019 : Ms Fisher's Modern Murder Mysteries (4 épisodes)
- 2019-2021 : Les Nouvelles Enquêtes de Miss Fisher (Ms Fisher's Modern Murder Mysteries) (12 épisodes)
- 2020 : The Gloaming (8 épisodes)

#### Téléfilms
- 1986 : Kakadu: Land of the Crocodile (documentaire)
- 1986 : Southwest Tasmania: The Gliders (documentaire)
- 1986 : Daintree: The Vanishing Rainforest (documentaire)
- 1986 : The Kimberley: Wandjina Country (documentaire)
- 2005 : Anjas Engel de Pascal Verdosci
- 2005 : Les Larmes du Vietnam (Eine Liebe in Saigon) de Uwe Janson
- 2005 : Welcome 2 My Deaf World de Helen Gaynor
- 2011 : Underbelly Files: Tell Them Lucifer Was Here de Shawn Seet
- 2011 : Underbelly Files: Infiltration de Grant Brown
- 2011 : Underbelly Files: The Man Who Got Away de Cherie Nowlan
- 2013 : Red Obsession (documentaire) de David Roach et Warwick Ross
- 2016 : China's Artful Dissident (documentaire)

#### Émission
- 2006 : Thème des émissions de la chaîne australienne Seven Network pour les Jeux olympiques d'hiver de Turin